# Peperomia flavescentifolia
Peperomia flavescentifolia är en pepparväxtart som beskrevs av William Trelease. Peperomia flavescentifolia ingår i släktet peperomior, och familjen pepparväxter. Inga underarter finns listade i Catalogue of Life.